# Артабан (генерал)
Артабан (Artabanes) e генерал на Византия през 6 век от Армения.
Артабан принадлежи към династията на Аршакидите на Армения.
От 544 г. служи на римляните и 545 г. е изпратен с Ареобинд в Африка.
През 546 – 548 г. той става магистър милитум in praesenti на Африка на император Юстиниан I. Участва в битките против маврите.